# 閑院宮
閑院宮，是日本皇室曾存在的宮家，同時也是四世襲親王家之一，寶永7年（1710年）決定創設新宮家，8年後的享保3年（1718年）靈元法皇賜予直仁親王「閑院宮」的宮號及領地，因第五代當主愛仁親王絕嗣而一時斷絕，明治5年（1872年）迎來載仁親王而再興，昭和22年（1947年）宮號廢止。

## 历代当主
1. 直仁
2. 典仁
3. 美仁
4. 孝仁
5. 愛仁
6. 載仁
7. 春仁